# Denis Henon
Denis Paul Henon (Ensival, 13 juli 1877 - 20 juni 1969) was een Belgisch volksvertegenwoordiger.

## Levensloop
Henon was beroepshalve handelaar.
In 1929 werd hij verkozen tot socialistisch POB-volksvertegenwoordiger voor het arrondissement Dinant-Philippeville en vervulde dit mandaat tot in 1939. Hij nam toen ontslag.